# Fritz Broistedt
Fritz Broistedt (* 26. Februar 1893 in Meine; † 7. August 1972 in Winsen (Luhe)) war ein deutscher Politiker der DP, ab 1959 der CDU.

## Leben
Broistedt besuchte das Gymnasium Martino-Katharineum in Braunschweig. Anschließend begann er ein Studium der Landwirtschaft in Göttingen, hier promovierte er 1925. Von 1914 bis 1918 nahm er als Angehöriger der Kaiserlichen Marine am Ersten Weltkrieg teil (vom 22. September 1914 bis März 1917 in der IV.
Matrosenartillerieabteilung; von März 1917 bis Kriegsende im I. Bataillon 2. Matrosenartillerieregiment); Broistedt war Vizefeuerwerker d.R. bzw. Leutnant d.R. der Matrosenartillerie (laut Meldung vom 13. Juli 1916).
In der Zwischenkriegszeit gehörte Broistedt der Christlich-Nationalen Bauern- und Landvolkpartei an. Von 1921 bis 1935 amtierte er als Geschäftsführer des Landbundes. Er war von 1922 bis 1934 Mitglied im Landwirtschaftlichen Verein Winsen/Luhe, wo er 1929 Vorsitzender war; in Winsen war er ab 1925 auch Mitglied im Haus- und Grundbesitzer-Verein. Ab 1929 war er Mitglied im Volksbund für das Deutschtum im Ausland. Bereits vor 1933 war er dem DRK beigetreten. Von 1931 bis 1935 war er Mitglied im Stahlhelm, Bund der Frontsoldaten (zuletzt als Kreisführer). Von 1933 bis 1935 gehörte er der Kreisbauernschaft als Stabsleiter an. Ab 1934 war er Mitglied in der NSV, 1936 im NS-Marinebund, ab 1938 im NS-Rechtswahrerbund und ab 1940 im Reichsluftschutzbund (zuletzt als Kreisgruppenführer). Zum 1. Mai 1937 trat er in die NSDAP ein (Mitgliedsnummer 5.767.313).
Von 1940 bis 1945 war Broistedt als Angehöriger der Kriegsmarine (zuletzt im Rang eines Korvettenkapitäns) Teilnehmer am Zweiten Weltkrieg. 1944 fungierte er als Sachbearbeiter beim Wehrbezirkskommando Lüneburg (laut Meldung vom 1. März 1944).
Nach der Kapitulation Deutschlands setzte die britische Regierung in Winsen unter der Führung von Major Alan Seddon als British Resident Officer am 19. November 1945 Fritz Broistedt als stellvertretenden Vorsteher, ab 1946 als stellvertretenden Bürgermeister der Gemeinde Winsen ein. In den Jahren 1947 bis 1950 war er Geschäftsführer des Niedersächsischen Landvolkes. 1948 bis 1952 und von 1956 bis 1971 amtierte er als gewählter Bürgermeister von Winsen. 1952 wurde er Landrat des Kreises Harburg und Mitglied der Deutschen Partei (DP).
Am 29. März 1947 wurde Broistedt als nomineller Nazi-Unterstützer in Kategorie IV (Mitläufer) entnazifiziert. Im Berufungsverfahren wurde dies am 7. Oktober 1948 in Kategorie V (Unbelastet) abgeändert.
Broistedt war von 6. Mai 1951 bis 5. Mai 1959 als Angehöriger der DP/CDU-Fraktion Abgeordneter der 2. und 3. Wahlperiode im Niedersächsischen Landtag. Vom 5. Juni 1951 bis 5. Mai 1955 war er Mitglied im Eingabenausschuss, vom 14. Juni 1955 bis 4. Dezember 1957 im Ausschuss für Rechts- und Verfassungsfragen und vom 4. Dezember 1957 bis 5. Mai 1959 im Ausschuss für Hochseefischerei. Nach seinem Ausscheiden aus dem Bürgermeisteramt wurde er 1971 zum Ehrenbürger der Stadt Winsen (Luhe) ernannt. Seine letzte Ruhestätte befindet sich auf dem Waldfriedhof in Winsen (Luhe).
2012 wurde im Winsener Stadtrat ein Antrag auf Aberkennung der Ehrenbürgerschaft Broistedts wegen der Tätigkeit in mehreren NS-Organisationen gestellt. Dieser wurde jedoch vom Stadtrat mehrheitlich abgelehnt.